# Équipe de Jersey de football
Maillots
L'Équipe de Jersey de football est constituée des meilleurs joueurs jersiais sous l'égide de la Jersey Football Association (en). Elle n'est pas affiliée à la FIFA ou à l'UEFA, et ne peut donc pas participer aux compétitions mais celle-ci participe à la ConIFA et au tournoi de football de l'Association internationale des jeux des îles.
Depuis 1905, elle est en compétition avec Aurigny et Guernesey pour le Vase Muratti.

L'équipe joue ses rencontres au Springfield Stadium situé à Saint-Hélier.

## Palmarès

### Vase Muratti
| Vainqueur | Finaliste | Troisième                                                       |
| --- | --- | --------------------------------------------------------------- |
| 1908, 1910, 1911, 1921, 1924, 1926, 1938, 1931, 1939, 1947, 1948, 1949, 1953, 1955, 1956, 1958, 1959, 1960, 1961, 1962, 1963, 1964, 1965, 1967, 1968, 1970, 1971, 1973, 1976, 1977, 1981, 1982, 1984, 1986, 1987, 1989, 1990, 1993, 1994, 1995, 1996, 1998, 2000, 2002, 2003, 2004, 2006, 2007, 2008, 2009, 2011, 2015, 2016, 2018, 2019 (55) | 1905, 1907, 1913, 1914, 1922, 1925, 1927, 1929, 1930, 1931, 1934, 1936, 1937, 1950, 1951, 1952, 1954, 1957, 1966, 1969, 1972, 1974, 1975, 1978, 1979, 1980, 1983, 1985, 1988, 1991, 1992, 1997, 1999, 2001, 2005, 2010, 2012, 2013, 2014, 2017 (40) | 1906, 1909, 1912, 1920, 1923, 1929, 1932, 1933, 1935, 1938 (10) |

### JFA International Football Tournament
| Année       | Position | MJ | V | N | D | BP | BC |
| ----------- | -------- | -- | - | - | - | -- | -- |
| Jersey 2008 | 2e       | 2  | 1 | 0 | 1 | 2  | 3  |
| Total       | 1/1      | 2  | 1 | 0 | 1 | 2  | 3  |

### International Shield
| Année           | Position | MJ | V | N | D | BP | BC |
| --------------- | -------- | -- | - | - | - | -- | -- |
| Gibraltar 2012, | 2e       | 2  | 1 | 0 | 1 | 4  | 2  |
| Total           | 1/1      | 2  | 1 | 0 | 1 | 4  | 2  |

### Tournoi de football Inter-Jeux des Îles
| Année         | Position | MJ | V | N | D | BP | BC |
| ------------- | -------- | -- | - | - | - | -- | -- |
| Anglesey 2019 | 5e       | 4  | 3 | 0 | 1 | 15 | 2  |
| Total         | 1/1      | 4  | 3 | 0 | 1 | 15 | 2  |

### Coupe des régions de l'UEFA
| Année       | Position           | MJ | V | N | D | BP | BC |
| ----------- | ------------------ | -- | - | - | - | -- | -- |
| Italie 2022 | Tour intermédiaire | 3  | 1 | 1 | 1 | 2  | 2  |
| Total       | 1/1                | 3  | 1 | 1 | 1 | 2  | 2  |

### Parcours au tournoi deFootball aux Jeux des Îles
| Année             | Position                   | MJ                         | V                          | N                          | D                          | BP                         | BC                         |
| ----------------- | -------------------------- | -------------------------- | -------------------------- | -------------------------- | -------------------------- | -------------------------- | -------------------------- |
| Îles Féroé 1989   | -                          | -                          | -                          | -                          | -                          | -                          | -                          |
| Îles Åland 1991   | 3e                         | 4                          | 2                          | 0                          | 2                          | 3                          | 3                          |
| Île de Wight 1993 | 1er                        | 4                          | 3                          | 1                          | 0                          | 13                         | 6                          |
| Gibraltar 1995    | 3e                         | 5                          | 3                          | 1                          | 1                          | 9                          | 5                          |
| Jersey 1997       | 1er                        | 4                          | 4                          | 0                          | 0                          | 14                         | 4                          |
| Gotland 1999      | 4e                         | 4                          | 2                          | 0                          | 2                          | 6                          | 4                          |
| Île de Man 2001   | 3e                         | 4                          | 3                          | 1                          | 0                          | 16                         | 1                          |
| Guernesey 2003    | 3e                         | 5                          | 3                          | 1                          | 1                          | 14                         | 3                          |
| Shetland 2005     | -                          | -                          | -                          | -                          | -                          | -                          | -                          |
| Rhodes 2007       | 5e                         | 4                          | 3                          | 1                          | 0                          | 4                          | 1                          |
| Îles Åland 2009   | 1er                        | 4                          | 4                          | 0                          | 0                          | 12                         | 3                          |
| Île de Wight 2011 | 3e                         | 5                          | 4                          | 0                          | 1                          | 11                         | 3                          |
| Bermudes 2013     | -                          | -                          | -                          | -                          | -                          | -                          | -                          |
| Jersey 2015       | 7e                         | 4                          | 3                          | 0                          | 1                          | 11                         | 2                          |
| Gotland 2017      | 5e                         | 4                          | 3                          | 1                          | 0                          | 12                         | 5                          |
| Gibraltar 2019    | Pas de tournoi de football | Pas de tournoi de football | Pas de tournoi de football | Pas de tournoi de football | Pas de tournoi de football | Pas de tournoi de football | Pas de tournoi de football |
| Guernesey 2021    | -                          | -                          | -                          | -                          | -                          | -                          | -                          |
| Total             | 12/15                      | 51                         | 37                         | 6                          | 8                          | 125                        | 39                         |

## Histoire

### JFA International Football Tournament
Au début du mois de novembre 2008, Jersey organise à domicile la JFA International Football Tournament, elle y invite la sélection de Gibraltar et de Madère,. La délégation de Guernsey Football Association (en) faisait partie des spectateurs présent au tournoi de Jersey pour y voir Madère, Jersey et Gibraltar. Le 8 novembre 2008, Jersey remporte sa rencontre contre Gibraltar sur un résultat de 2 à 1. Le 9 novembre 2008, Jersey perd son dernier match face à Madère sur un résultat de 2 à 0. Madère remporte la compétition. Jersey termine deuxième et Gibraltar troisième de la compétition.

### Candidature de Jersey à l'UEFA
Le 25 février 2018, la candidature de Jersey pour devenir une nation internationale de football a été rejetée par le congrès annuel de l'UEFA, 49 des 55 membres ont levé le carton rouge symbolisant leur refus de l'adhésion de Jersey,,,,.

## Personnalités de l'équipe de Jersey de football

### Sélectionneurs
| Nom            | Période         |
| -------------- | --------------- |
| Peter Vincenti | 1995 - 1997     |
| Dave Kennedy   | 2007 - 2009     |
| Craig Culkin   | 2010 - 2014     |
| Jimmy Reilly   | 2014 - 2016     |
| Brian Little   | 2016            |
| Martin Cassidy | 2016 - 2023     |
| Elliot Powell  | 2023 - 2024     |
| Jack Cannon    | 2024 - en cours |

### Présidents de la Fédération de Jersey de football
| N° | Nom             | Période         |
| -- | --------------- | --------------- |
| 1  | Thos.F Adderson | 1905 - 1920     |
| 2  | H.A Dupre       | 1920 - 1921     |
| 3  | J.Marquis       | 1921 - 1928     |
| 4  | C.W Duret-Aubin | 1928 - 1934     |
| 5  | W.P Le Bas      | 1934 - 1938     |
| 6  | P.Le Quense     | 1938 - 1946     |
| 7  | G.C.H. Le Cocq  | 1946 - 1951     |
| 8  | T.F Garnier     | 1951 - 1964     |
| 9  | C.J Dupre       | 1964 - 1976     |
| 10 | J.A. Sherry     | 1976 - 1988     |
| 11 | V.A Tomes       | 1988 - 1991     |
| 12 | G.A. Mourant    | 1991 - 1994     |
| 13 | Brian Ahier     | 1994 - 2000     |
| 14 | C.Tostevin      | 2000 - 2006     |
| 15 | Ricky.T. Weir   | 2006 - 2012     |
| 16 | Phil.J Austin   | 2012 - 2019     |
| 17 | Bradley Vowden  | 2019 - 2020     |
| 18 | David Kennedy   | 2020 - 2024     |
| 19 | Jimmy Kelly     | 2024 - en cours |

### Équipe actuelle
Les joueurs suivants ont été appelés pour disputer les Jeux des Îles à Gotland en 2017:

Euan Van Der Vliet (St Paul's), Danny Birrell (JTC Jersey Wanderers), James Scott (Jersey Scottish), James Queree (St Brelades), Stuart Andre (St Paul's), Rob McBey (Jersey Scottish), Jack Cannon (St Paul's), Calvin Weir (Jersey Scottish), Harry Curtis (St Paul's), Michael Weir (St Paul's), Jack Boyle (Jersey Scottish), Cav Miley (St Paul's), Kieran Lester (St Paul's), Craig Russell (St Paul's), Karl Hinds (Rozel Rovers), Connor O'Shea (St Clement), Joe Kilshaw (St Paul's), Ben Gallichan (Jersey Scottish), Adam Trotter (St Paul's), Jonny Le Quesne (St Paul's).

## Adversaires internationaux
| Adversaire    | Matchs | Victoires | Nuls | Défaites | BP  | BC  |
| ------------- | ------ | --------- | ---- | -------- | --- | --- |
| Åland         | 4      | 4         | 0    | 0        | 7   | 1   |
| Aurigny       | 41     | 41        | 0    | 0        | 229 | 20  |
| Cornouailles  | 4      | 0         | 0    | 4        | 3   | 11  |
| Îles Féroé    | 1      | 0         | 0    | 1        | 3   | 5   |
| Frøya         | 2      | 2         | 0    | 0        | 9   | 2   |
| Gibraltar     | 7      | 5         | 1    | 1        | 15  | 8   |
| Gotland       | 2      | 1         | 1    | 0        | 1   | 0   |
| Groenland     | 4      | 4         | 0    | 0        | 16  | 9   |
| Guernesey     | 106    | 51        | 12   | 43       | 204 | 179 |
| Île de Man    | 3      | 1         | 0    | 2        | 6   | 4   |
| Île de Wight  | 4      | 3         | 0    | 1        | 6   | 2   |
| Madère        | 1      | 0         | 0    | 1        | 0   | 2   |
| Minorque      | 1      | 1         | 0    | 0        | 1   | 0   |
| Orcades       | 1      | 1         | 0    | 0        | 12  | 0   |
| Îles Shetland | 2      | 2         | 0    | 0        | 7   | 0   |
| Anglesey      | 3      | 1         | 2    | 0        | 5   | 4   |